# Беннетт, Трай
Тра́й Э́нтони Бе́ннет Гра́нт (род. 5 августа 1975, Коста-Рика) — коста-риканский футболист, игравший на позиции защитника.

## Клубная карьера
Беннет дебютировал за спортивный клуб «Саприсса» 3 октября 1993 года, играя против «Пунтаренаса». Большую часть своей карьеры посвятил именно клубу «Саприсса», а единственным иностранным клубом в его послужном списке был «Комуникасьонес».
Беннет также играл за «Эредиано», закончив свою карьеру в спортивном клубе «Брухас», к которому он присоединился в 2008 году.
Во время нахождения в составе «Саприссы» выиграл четыре национальных чемпионата и два кубка чемпионов КОНКАКАФ. Также вместе со своей командой участвовал в клубном чемпионате мира по футболу, проходящем в 2005 году.

### Допинг и выход на пенсию
В феврале 2010 года был отстранен на два месяца после положительной проверки на наличие дексаметазона в крови.
В марте 2010 года объявил о выходе на пенсию, после чего стал тренером клуба «UNED».

## Международная карьера
Беннет сыграл в чемпионате мира среди молодёжных команд, который проходил в 1995 году в Катаре.
Он представлял свою страну в трех квалификационных матчах чемпионата мира, играл за клубный кубок UNCAF в 2003 и 2007 годах, а также за золотой кубок КОНКАКАФ 2003 года.

### Международные матчи
| Н. | Дата          | Место проведения     | Оппонент    | Забитых голов | Результат | Вид соревнования  |
| -- | ------------- | -------------------- | ----------- | ------------- | --------- | ----------------- |
| 1. | 29 марта 2003 | Алахуэла, Коста-Рика | Пунтаренаса | 2:1           | 2:1       | Товарищеский матч |